# Audicom
Audicom è la società che raccoglie e pubblica in Italia i dati di fruizione di contenuti multimediali, editoriali e/o pubblicitari, stampati su quotidiani e periodici oppure pubblicati su internet.

## Storia
Nasce il 27 febbraio 2023 dalla fusione per unione di: 
- Audipress, che si occupa della rilevazione dei dati di lettura di quotidiani e periodici in Italia;
- Audiweb, la cui competenza concerne la raccolta e la pubblicazione dei dati di audience di internet in Italia, compresi i contenuti editoriali on line.

Nel primo consiglio di amministrazione (2023-2025) sono rappresentati i principali soggetti che operano sul mercato: FIEG (con due membri), Federazione Operatori Web (Fedoweb), l'associazione italiana degli editori e delle agenzie pubblicitarie dei siti web (con due membri), UPA (con due membri) e ASSAP, l'azienda servizi di UNA (con due membri).
Audicom è un organismo super partes partecipato dalle associazioni di categoria che rappresentano gli operatori di mercato.